# Talang Giring
Talang Giring is een bestuurslaag in het regentschap Seluma van de provincie Bengkulu, Indonesië. Talang Giring telt 543 inwoners (volkstelling 2010).